# Schapelle Corby

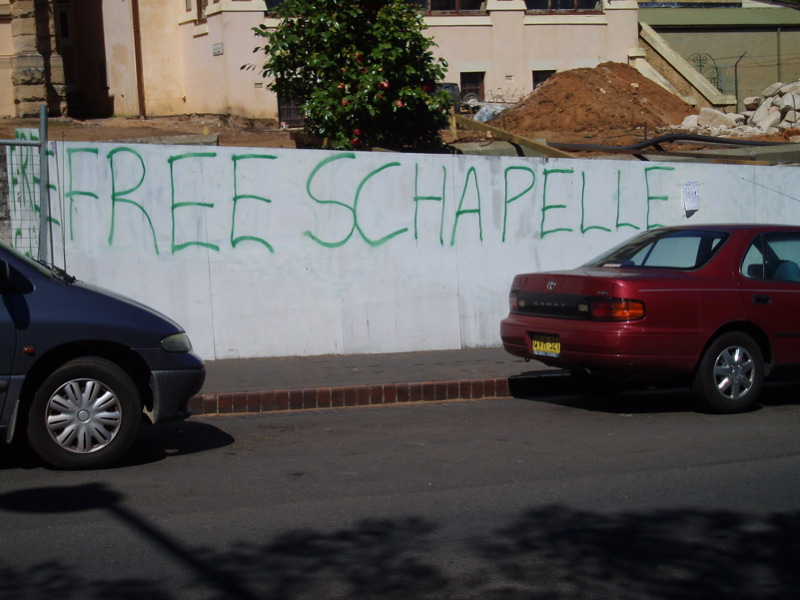
Protest zur Freilassung von Schapelle Corby in Sydney

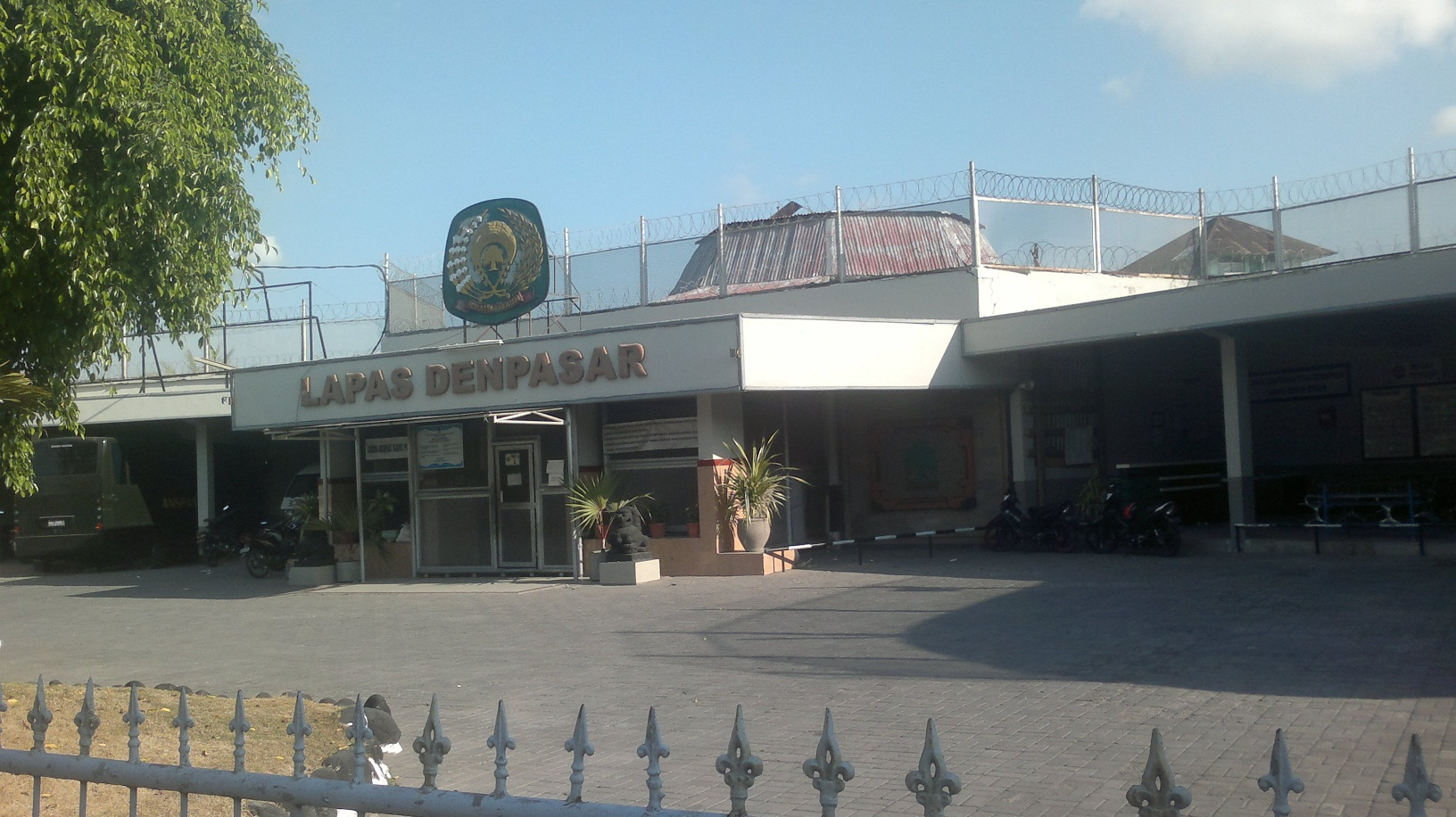
Kerkoban-Gefängnis auf Bali

Schapelle Leigh Corby (* 10. Juli 1977 in Tugun, Queensland) ist eine Australierin, die wegen Drogenschmuggel verhaftet wurde. Sie kam am 4. Oktober 2004 in Indonesien im Flughafen Ngurah Rai an und wurde beschuldigt, dass sie 4,2 kg Cannabis in ihrem Gepäck illegal einführen wollte. In Indonesien ist Drogenschmuggel mit einer Todesstrafe belegt. Vor Gericht wurde über Schapelle Corby eine 20-jährige Gefängnisstrafe verhängt, die sie vom 27. Mai 2005 bis zum 10. Februar 2014 in einer Zeitdauer von neun Jahren absaß. Aus der Haft wurde sie zwar vorzeitig entlassen, durfte aber Bali nicht verlassen und konnte erst am 27. Mai 2017 nach Australien zurückkehren.
Die Entlassungsregelung konnte aufgrund einer diplomatischen Übereinkunft zwischen den Regierungen von Indonesien und Australien erzielt werden. Ihr Leben im Gefängnis wurde durch eine ausführliche mediale Berichterstattung in Australien und Neuseeland begleitet und auch überaus bekannt. Zusätzlich sorgten zwei Bücher für weltweite Aufmerksamkeit, die nicht nur in englischer, sondern auch in weiteren vier Sprachen erschienen. Davon wurden mehr als 100.000 Exemplare verkauft. Ferner wurden auch Filme über ihr Leben auf Bali gedreht.

## Frühes Leben
Schapelle Corby war die Tochter von Rosleigh Rose und Michael Corby, der am 18. Januar 2008 starb. Ihre Eltern trennten sie sich, als sie noch ein Baby war. Ihre Mutter heiratete noch weitere zwei Mal. Schapelle Corby arbeitete nach ihrer Schulzeit in unterschiedlichen Jobs wie beispielsweise im elterlichen Fish & Chips-Laden und in Supermärkten usw. Sie lernte in der Mitte der 1990er Jahre einen Japaner kennen, den sie im Juni 1998 in Japan heiratete und dort bis 2000 lebte. Anschließend kehrte sie nach Australien zurück. Die Scheidung erfolgte im Jahr 2003.

## Haft
Schapelle Corby kannte Bali von mehreren Aufenthalten und aus Zwischenaufenthalten von Flügen zwischen Australien und Japan. Auf Bali lebt ihre Schwester Mercedes, die mit einem Balinesen verheiratet ist. Als sie anlässlich des Geburtstags ihrer Schwester nach Bali flog, wurde sie am 4. Oktober 2004 auf dem internationalen Flughafen Ngurah Rai wegen Besitzes von 4,2 kg Cannabis in ihrem Koffer verhaftet. Bis zum heutigen Tag behauptet sie, dass man ihr das Rauschmittel auf dem Flughafen in Bali untergeschoben habe. Ihre Verhaftung und ihr Gefängnisaufenthalt beschäftigten die australischen und neuseeländischen Medien über Jahre hinweg.
Sie verbrachte 9 Jahre auf der indonesischen Insel Bali im Kerobokan-Gefängnis.
In ihrer Haftzeit war sie mehrmals wegen Depressionen im Krankenhaus. Sie musste ihren Zellenblock mit weiteren 95 inhaftierten Frauen teilen. Sie durfte im Gefängnis arbeiten.
Im November 2006 gab Schapelle Corby mit Katyn Bonella eine Autobiographie mit dem Titel My Story (Meine Geschichte) heraus, dieses Buch machte sie und ihr Leben der breiten Öffentlichkeit Australiens weiter bekannt. Ein weiteres Buch mit dem Titel No More Tomorrows (Kein Morgen mehr) erschien auf Spanisch, Portugiesisch, Polnisch und Niederländisch. Ihre Bücher erreichten eine Auflage von mehr als 100.000. 2008 wurde in Australien ein Dokumentarfilm mit dem Titel Ganja Queen über ihre Verhaftung, ihr Gerichtsverfahren und ihren Gefängnisaufenthalt gedreht. Ganja Queen (Ganja-Königin) ist ihr Spitzname in Indonesien. Eine erweiterte Version wurde im australischen Fernsehen unter dem Titel Schapelle Corby: The Hidden Truth gezeigt. Dieser Film wurde auch in den USA gezeigt.

## Freilassung
Schapelle Corby hatte auch Möglichkeiten, die Haftzeit in Australien abzusitzen. Sie soll diese Chancen jedoch abgelehnt haben. Ihrer Petition für eine vorzeitige Haftentlassung im Jahr 2010 wurde nicht stattgegeben. Im Mai 2012 verkürzte der indonesische Präsident Yudhoyono ihre Haftdauer um 5 Jahre, nachdem der australische Außenminister Bob Carr drei indonesische Jugendliche entließ, die wegen Menschenschmuggel verhaftet worden waren. Die Freilassung von Schapelle Corby war an die Bedingung geknüpft, dass sie Bali frühestens am 27. Mai 2017 verlassen dürfe. Am 27. Mai 2017 kehrte sie nach Australien zurück und landete im Alter von 39 Jahren nach einem 13-jährigen Aufenthalt auf Bali in Brisbane (Queensland).

## Trivia
Die australische Miniserie Bangkok Hilton aus dem Jahr 1989 hat die Thematik von Schuld und Nichtschuld im Zusammenhang mit Verhaftungen wegen Drogenschmuggels in Indonesien schon früher verfilmt und vorweggenommen. Mit diesem Film wurde im Übrigen Nicole Kidman bekannt.

## Bibliografie
- Schapelle Corby, Kathryn Bonella: My Story, MacMillan Publishing, Sydney 2006, ISBN 1-4050-3791-1
- Schapelle Corby, Kathryn Bonella: No More Tomorrows: The Compelling True Story of an Innocent Woman Sentenced to Twenty Years in a Hellhole Bali Prison, Mainstream Publishing, 2008, ISBN 1-84596-386-5